# Ludbreg
Ludbreg (deutsch Lubring) ist eine Stadt und eine Verwaltungsgemeinde im Nordwesten Kroatiens in der Region Mittelkroatien. Es liegt auf dem halben Weg zwischen den Städten Varaždin und Koprivnica am linken Ufer der Bednja in der Podravina (Drautal). Nach der Volkszählung von 2011 hat die Stadt 8478 Einwohner.
Administrativ gehört die Stadt Ludbreg zur Gespanschaft Varaždin (kroatisch Varaždinska županija).
Ludbreg ist seit Jahrhunderten als Wallfahrtsort bekannt und wird Jahr für Jahr von tausenden Pilgern besucht. Die Stadt wurde erstmals 1320 als Castrum Ludbreg erwähnt. Der Name kommt wahrscheinlich von einem Kreuzfahrer namens Lobring, der die Siedlung gründete. Im renovierten Schloss des Adelsgeschlechts Batthyány (kroatisch Baćan) ist eine anerkannte Restaurierungswerkstatt untergebracht. Ludbreg ist auch eine Weingegend (besonders für Riesling und Graševina).

## Gemeinde
Die folgenden Ortschaften gehören zur Stadt Ludbreg:
Apatija, Bolfan, Čukovec (Ludbreg), Globočec Ludbreški, Hrastovsko, Kućan Ludbreški, Ludbreg, Segovina, Selnik, Sigetec Ludbreški, Slokovec und Vinogradi Ludbreški.

## Persönlichkeiten
- Rudolf Fizir (1891–1960), Flugzeugbauer[3]
- Mladen Kerstner (1928–1991), Schriftsteller[4]
- Mirjana Spoljaric Egger, Vorsitzende des Internationalen Roten Kreuzes, geb. 1972 in Ludbreg
- Tomislav Mužek (* 1976), Opernsänger
- Vladimir Filipović (1906–1984), Philosoph
- Sara Kolak (* 1995), Speerwerferin